# Jeanne-Irène Biya
Jeanne-Irène Biya, nata Atcham Ndoumin (Endom, 12 ottobre 1935 – Yaoundé, 29 luglio 1992), è stata la moglie del presidente camerunese Paul Biya e First Lady del Camerun dall'ascesa al potere del marito nel 1982 fino alla sua morte. Le successe Chantal Biya come First Lady del Camerun nel 1994.

## Biografia

### Infanzia e istruzione
Jeanne-Irène Biya è nata nel 1935 ed è originaria di Endom, nel dipartimento di Nyong e Mfoumou. È cresciuta nella famiglia Ava-Ava, educata dallo zio Thomas Ava Bitomo, produttore, esportatore di cacao, fratello minore di Jean-Louis Ava-Ava, ex deputato per decenni nello Nyong e Mfoumou, presidente del gruppo parlamentare UNC (partito unico) all'Assemblea nazionale.

### Carriera
È stata ostetrica presso l'ospedale centrale di Yaoundé, dopo aver studiato alla Scuola per ostetriche di Nantes.

### First Lady del Camerun
Paul Biya l'ha incontrata e sposata ad Antony, in Francia, il 2 settembre 1961. Hanno due figli, Franck Biya e Roger Ndoumin. Successivamente, quando divenne First Lady nel 1982, svolse diverse azioni umanitarie e caritatevoli, in particolare verso i bambini.

### Morte
Jeanne-Irène Biya morì presso il Palazzo dell'Unità a Yaoundé all'età di 56 anni, mentre suo marito era in viaggio a Dakar, dopo una breve malattia. Fu sepolta il 1º agosto 1992 a Mvomeka'a, luogo di origine del marito. Il presidente si risposò nel 1994 con Chantal Vigouroux. In Camerun circolarono voci secondo cui la morte di Jeanne-Irène Biya era avvenuta in modo innaturale e che suo marito si trovava fuori dal paese in quel momento per motivi di alibi. Si ipotizza anche che due suore di Djoum, che avevano stretti rapporti con Jeanne-Irène Biya, siano state anch'esse assassinate.

## Vita privata
È la sorella maggiore di Robert Nkili (ministro del Lavoro tra il 2002 e il 2011 e ministro dei Trasporti tra il 2011 e il 2015) e zia di Louis-Paul Motaze, ministro dell'Economia, della Pianificazione e dello Sviluppo Regionale. nonché cugina del defunto Joseph Emmanuel Ava-Ava, imprenditore, deputato per Nyong e Mfoumou (1997-2003).
Secondo l'ex ambasciatore francese Francis Huré, avrebbe avuto una relazione con Ahmadou Ahidjo.
Si ipotizza inoltre che Jeanne-Irène Biya abbia adottato il figlio illegittimo che Paul Biya aveva avuto con sua sorella o sua nipote quando aveva quattro anni. Egli si chiama Franck Emmanuel Olivier Biya, ed è considerato il successore del suo autoritario padre alla presidenza del Camerun.